# Nationaal park Cairngorms
Het Nationaal park Cairngorms (Engels: Cairngorms National Park/ Schots-Gaelisch: Pàirc Nàiseanta a' Mhonaidh Ruaidh, de Rode Bergen) is een nationaal park in Schotland. Het ligt in de Schotse hooglanden, tussen Inverness,  Aberdeen en Perth. Het park is 4528 km² groot. In dit gebied ontspringen de rivieren Dee, Spey en Avon. De kern van het gebied wordt gevormd door een massief met daarin de hogere toppen van de hooglanden, er is een aantal pasovergangen. Het gebied ontleent zijn naam aan de berg Cairn Gorm (Schots-Gaelisch: An Càrn Gorm, dat Blauwe of Groene Berg betekent). Grote delen van het gebied liggen boven de boomgrens.
De hoogste berg in het gebied 'de Cairngorms' is Ben Macdui, met een top op 1.309 m. Door het aaneengesloten karakter van de bergen en relatief hoge dalen, het lange dal Lairig Ghru ligt op 835 m, heerst er een bergklimaat. Het gebergte de Cairngorms vormt de kern van het gelijknamige natuurgebied, het grootste aaneengesloten natuurgebied van Groot-Brittannië.
In de rivieren komt onder andere de zalm voor.

## Toeristisch centrum
Om het massief heen ligt een aantal kleine plaatsen. Aviemore is met ongeveer 2.400 inwoners de grootste plaats. Andere plaatsen zijn Braemar, Kingussie, Tomintoul en Grantown-on-Spey. De plaatsen kennen veel voorzieningen vanwege de belangrijke rol van het toerisme. Vanuit Aviemore rijdt een bus richting het skigebied van de Cairngorms. Er ligt onder andere een kabelspoorweg naar 1.100m, nabij de top van de berg Cairn Gorm.
Het gebied is geschikt voor het maken van korte en lange wandeltochten over vaak eeuwenoude paden. Fietsen is voor wie niet opziet tegen de nodige hoogteverschillen ook goed mogelijk. De wegen zijn rustig en er zijn routes uitgezet.